# Шапошникова Тетяна Олегівна
Тетяна Олегівна Шапошникова (Tatyana Shaposhnikova; нар. 20 вересня 1946) — радянський і шведський математик, фахівець з функціональних просторів і диференціальних рівнянь, популяризатор науки, перекладач дитячої літератури.
Закінчила ЛДУ (1969) та аспірантуру (1972), в 1973 році, захистивши дисертацію під керівництвом Соломона Міхліна, отримала ступінь кандидата фізико-математичних наук.
В 1973—1990 роки на науково-педагогічній роботі у вузах Ленінграда: асистент, старший викладач, доцент. Двічі була змушена звільнитися за дружбу з відомими дисидентами.
У 1990 році разом з чоловіком Володимиром Мазьєю емігрувала до Швеції.
З липня 1991 по вересень 2013 рік — асоційований професор відділення математики Лінчепінзького університету, в 2004—2008 роки — професор університету Огайо.
З жовтня 2013 року працює на посаді професора з неповною зайнятістю на математичному відділенні Королівського технологічного інституту в Стокгольмі.
Нагороди: премія Вердагера (2003), премія Туреусов (2010).
Автор 4 книг. Переклала на російську мову книги Клайва Льюїса «The Voyage of the Dawn Treader», «The Silver Chair», «Screwtape Letters», опубліковані в Росії в 1991—1992 роки. Починаючи з 2005 року, переклала на російську мову кілька книг шведських письменників Свена Нордквіста і Стіга Ларссона.